# Lupinus michelianus
Lupinus michelianus är en ärtväxtart som beskrevs av Charles Piper Smith. Lupinus michelianus ingår i släktet lupiner, och familjen ärtväxter. Inga underarter finns listade i Catalogue of Life.